# 早田氏鼠尾草
早田氏鼠尾草（学名：Salvia hayatana），又名羽叶紫参、白花鼠尾草，为唇形科鼠尾草属下的一个种。以日本植物学家早田文藏命名的植物。

## 扩展阅读
- 維基物種上的相關：早田氏鼠尾草